# Gadmen
Gadmen (toponimo tedesco) è una frazione di 236 abitanti del comune svizzero di Innertkirchen, nel Canton Berna (regione dell'Oberland, circondario di Interlaken-Oberhasli).

## Geografia fisica
Gadmen sorge nell'Oberland Bernese, a ovest del passo del Susten. Presso il paese sono presenti tre ghiacciai: il ghiacciaio Stein, il ghiacciaio Trift e il ghiacciaio Wanden. Immediatamente sotto il ghiacciaio Stein vi è il lago Stein: direttamente alimentato con l'acqua di fusione del ghiacciaio, si trova sulla strada verso il passo del Susten.
La montagna principale di Gadmen è il Titlis sulla cui vetta convergono i confini di quattro cantoni: il Canton Berna, il Canton Obvaldo, il Canton Nidvaldo e il Canton Uri.

## Origini del nome
Il nome "Gadmen" deriva dall'alto tedesco antico "Gadum" che significa "granaio" o "piccola casa" e viene citato per la prima volta nel 1382.

## Storia

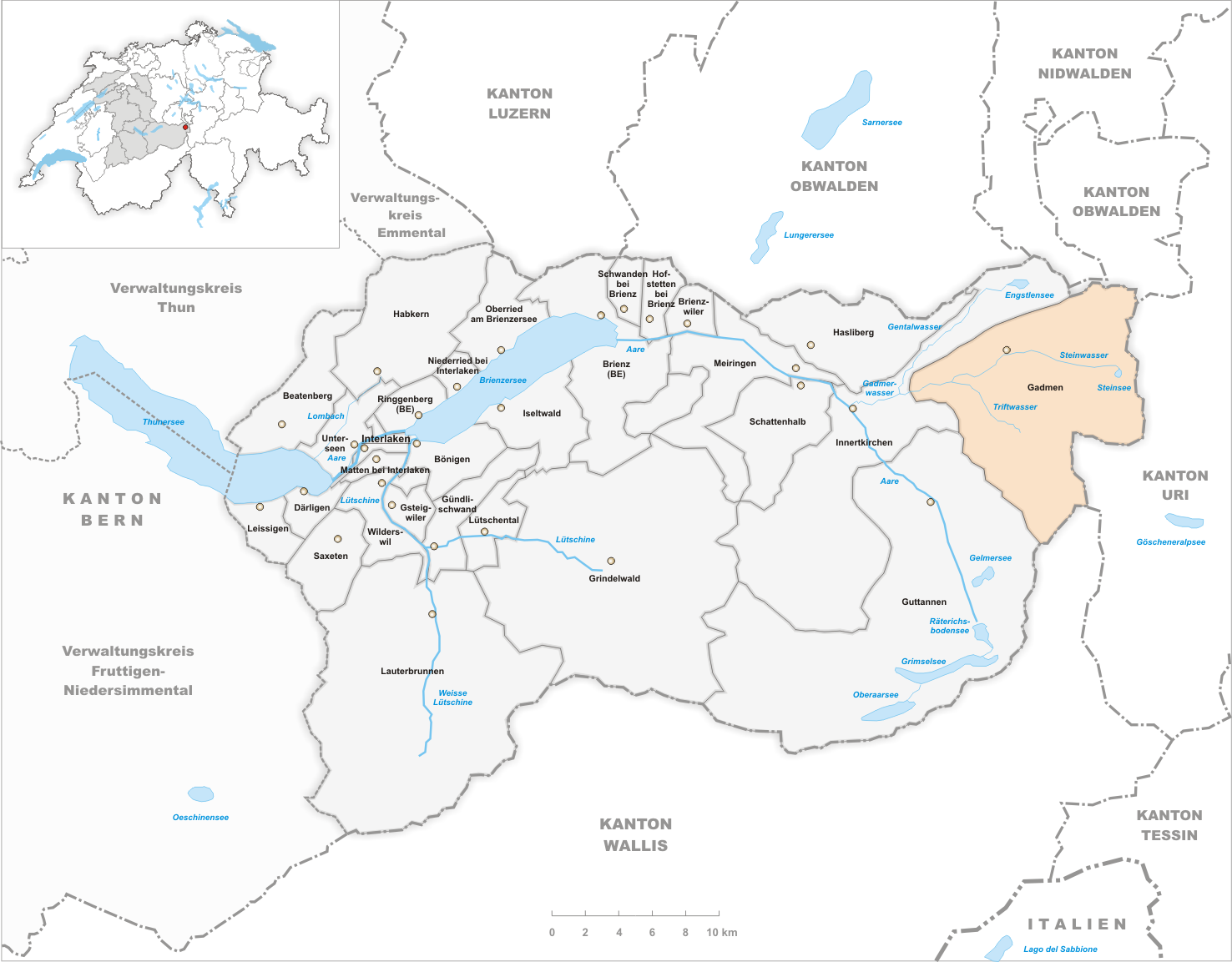
Il territorio del comune di Gadmen prima degli accorpamenti comunali del 2014

Già comune autonomo che si estendeva per 116,4 km² e che comprendeva anche la frazione di Nessental, il 1° gennaio 2014 è stato oincorporato in Innertkirchen

## Monumenti e luoghi d'interesse

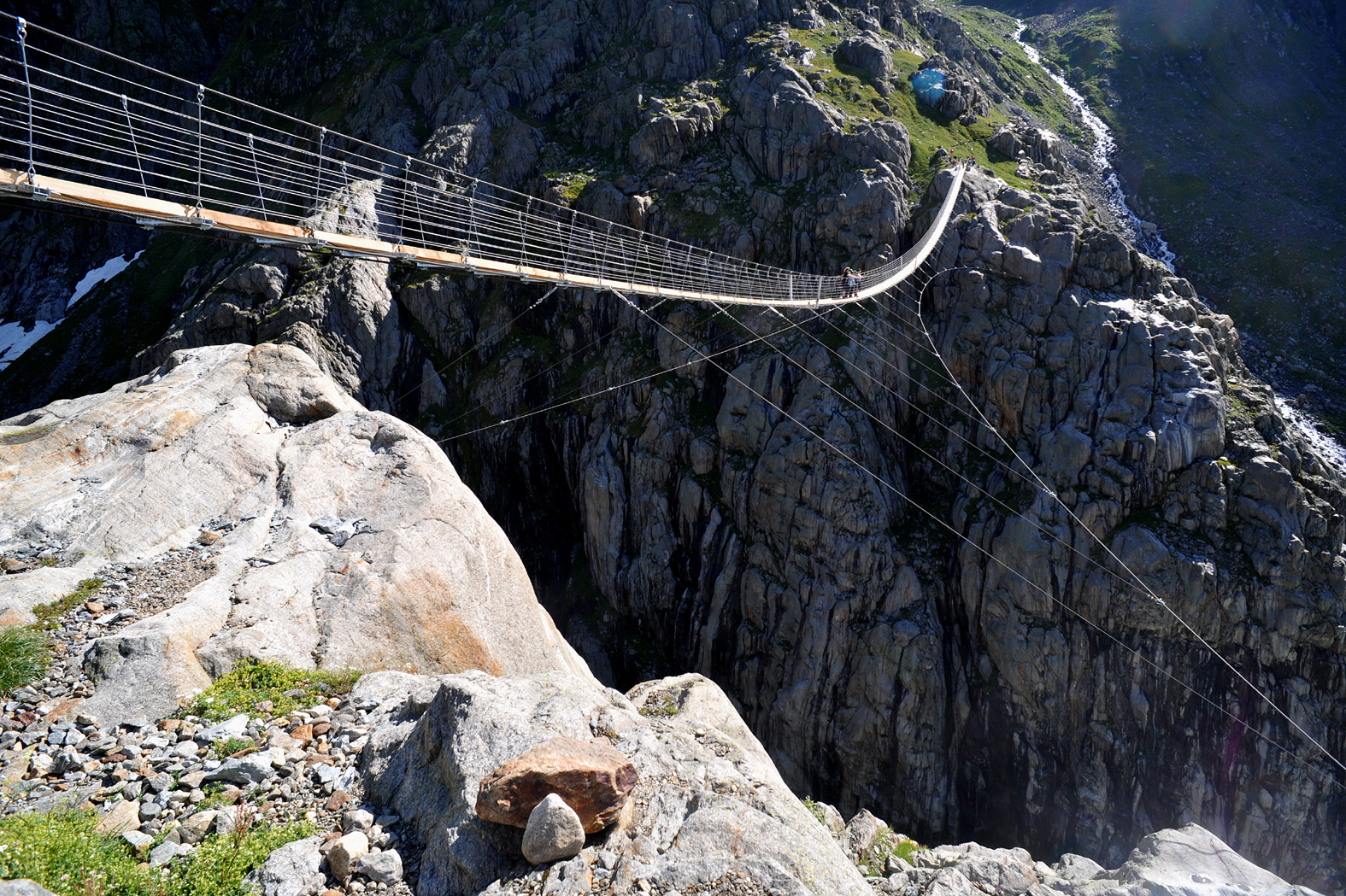
Il Triftbrücke

- Chiesa riformata, ricostruita nel 1722[1];
- Triftbrücke, ponte sospeso pedonale.

## Società

### Evoluzione demografica
L'evoluzione demografica è riportata nella seguente tabella:
Abitanti censiti

## Amministrazione
Ogni famiglia originaria del luogo fa parte del cosiddetto comune patriziale e ha la responsabilità della manutenzione di ogni bene ricadente all'interno dei confini del comune.

### Gemellaggi
- Volketswil[senza fonte]